# Одеса (аеропорт)
Міжнародний аеропорт «Одеса» (IATA: ODS, ICAO: UKOO), (англ. Odesa International Airport) — міжнародний аеропорт міста Одеси, розташований за 7 км на південний захід від центру міста. Належить до найбільших аеропортів України та сполученний повітряними лініями з різними містами України, Східної Європи, а також країнами Західної Європи, Азії і Африки. 

## Опис
Аеропорт обслуговує південь України, що прилягає до Чорного моря, на території якого розташовані найбільші морські порти України — Одеса, Чорноморськ, Миколаїв, Херсон.
Основні споруди аеропорту, на базі яких функціонував Одеський об'єднаний авіазагін, створений 1961 року як самостійне підприємство, були побудовані в 1960—1961 роках (злітно-посадкова смуга, рулювальні доріжки, місця стоянок повітряних суден, авіаційно-технічна база, будівля УВС тощо).
Аеровокзальний комплекс, сумарна пропускна спроможність якого сьогодні — 400 пас./год, призначений для обслуговування міжнародних і внутрішніх ліній. У 1982 році споруджений вантажний термінал.
У квітні 2013 року розпочалося будівництво нового терміналу площею 26 тис. м² та проєктною пропускною спроможністю 1000 пасажирів на годину.
Новий термінал має чотири телетрапи. Загальна площа залів вильоту забезпечує комфортне розміщення пасажирів 12 рейсів одночасно.
Станом на кінець 2016 року будівельно-монтажні роботи були практично завершені. Новий термінал було заплановано повністю ввести в дію у березні 2017 року. Наступним етапом реконструкції аеропорту повинно стати будівництво нової злітно-посадкової смуги; вартість запланованих робіт оцінено в 1,6 млрд грн.
30 січня 2017 року було здано до експлуатації новий пасажирський термінал аеропорту.
15 квітня 2017 року в робочому режимі аеропорт прийняв перших пасажирів в новому терміналі, першим був рейс PS057 із Борисполя. У терміналі приймають рейси між Одесою і обома аеропортами Києва.
З 2 вересня 2017 року аеропорт почав приймати міжнародні рейси.
Станом на початок 2018 року, зі старого терміналу здійснюються всі вильоти, а прильоти відбуваються в новому.
Аеропорт співпрацюватиме з лоукост-компанією SkyUp, яка виявила бажання розвивати ринок внутрішніх перевезень. Паралельно ведуться переговори з європейськими лоукостерами.
16 липня 2021 року нова злітно-посадкова смуга міжнародного аеропорту Одеса почала приймати повітряні судна.
Тепер аеропорт зможе обслуговувати повітряні судна, які здійснюють рейси середньої і великої дальності. Це дозволить збільшити кількість рейсів і наростити пасажиропотік, також аеропорт зможе приймати рейси практично при будь-яких погодних умовах. «Що стосується злітно-посадкової смуги — нове світлосигнальне, радіонавігаційне і метеорологічне обладнання дозволить приймати літаки категорії D, призначені для здійснення польотів середньої і великої протяжності, такі як широкофюзеляжні авіалайнери Boeing-767, по категорії III ICAO».

## Розслідування
12 жовтня 2023 року НАБУ оголосило в розшук колишнього мера Одеси Олексія Костусєва, якого підозрювали у причетності до справи.
16 жовтня 2023 року, за повідомленням САП, ВАКС наклав арешт з позбавленням права на відчуження та розпорядження майном у кримінальному провадженні щодо незаконного заволодіння майновим комплексом летовища та 2,5 млрд грн доходу від його діяльності. Того ж дня ВАКС призначив заставу одному з підозрюваних у 12,78 млн грн.
У 2024 році НАБУ завершило розслідування справи і передало її до суду.

## Російсько-українська війна
30 квітня 2022 року злітно-посадкову смугу було зруйновано з Криму ракетним ударом з берегового комплексу «Бастіон».

## Авіалінії та напрямки, березень 2021
| Авіакомпанія                   | Пункт призначення |
| ------------------------------ | --- |
| airBaltic                      | Рига |
| Arkia Israel Airlines          | Сезонний чартер: Тель-Авів |
| Austrian Airlines              | Відень |
| Azur Air Ukraine               | Сезонний чартер: Анталія, Шарм-ель-Шейх |
| Belavia                        | Мінськ |
| Buta Airways                   | Баку |
| Czech Airlines                 | Прага |
| Ellinair                       | Сезонно: Салоніки |
| flydubai                       | Дубай |
| Jonika Airlines                | Сезонно: Афіни (з 11 червня 2021) |
| LOT Polish Airlines            | Варшава-Шопен |
| Motor Sich Airlines            | Київ-Жуляни |
| Pegasus Airlines               | Стамбул-Сабіха Гекчен |
| Ryanair                        | Мілан-Бергамо, Берлін, Болонья, Будапешт, Катовиці, Краків, Познань, Рим-Ф'юмічіно, Веце (з 4 травня 2021),, Вроцлав |
| SkyUp                          | Стамбул, Тбілісі (з 28 квітня 2021), Єреван (з 28 квітня 2021) Сезонно: Батумі, Харків (з 27 травня 2021), Львів (з 28 травня 2021), Тиват, Запоріжжя (з 29 травня 2021) Чартер: Шарм-ель-Шейх Сезонний чартер: Анталія, |
| Sun d'Or                       | Сезонний: Тель-Авів |
| Turkish Airlines               | Стамбул |
| Ukraine International Airlines | Стамбул, Київ-Бориспіль, Тель-Авів Сезонний чартер: Анталія, Кайсері, Шарм-ель-Шейх |
| Wizz Air                       | Абу-Дабі, Берлін-Бранденбург, Болонья (з 30 березня 2021),, Братислава, Будапешт, Гданськ, Катовиці, Мілан–Мальпенса (з 29 березня 2021), Рим–Ф'юмічіно (з 29 березня 2021), Тревізо (з 29 березня 2021), Вроцлав        |

## Пасажирообіг

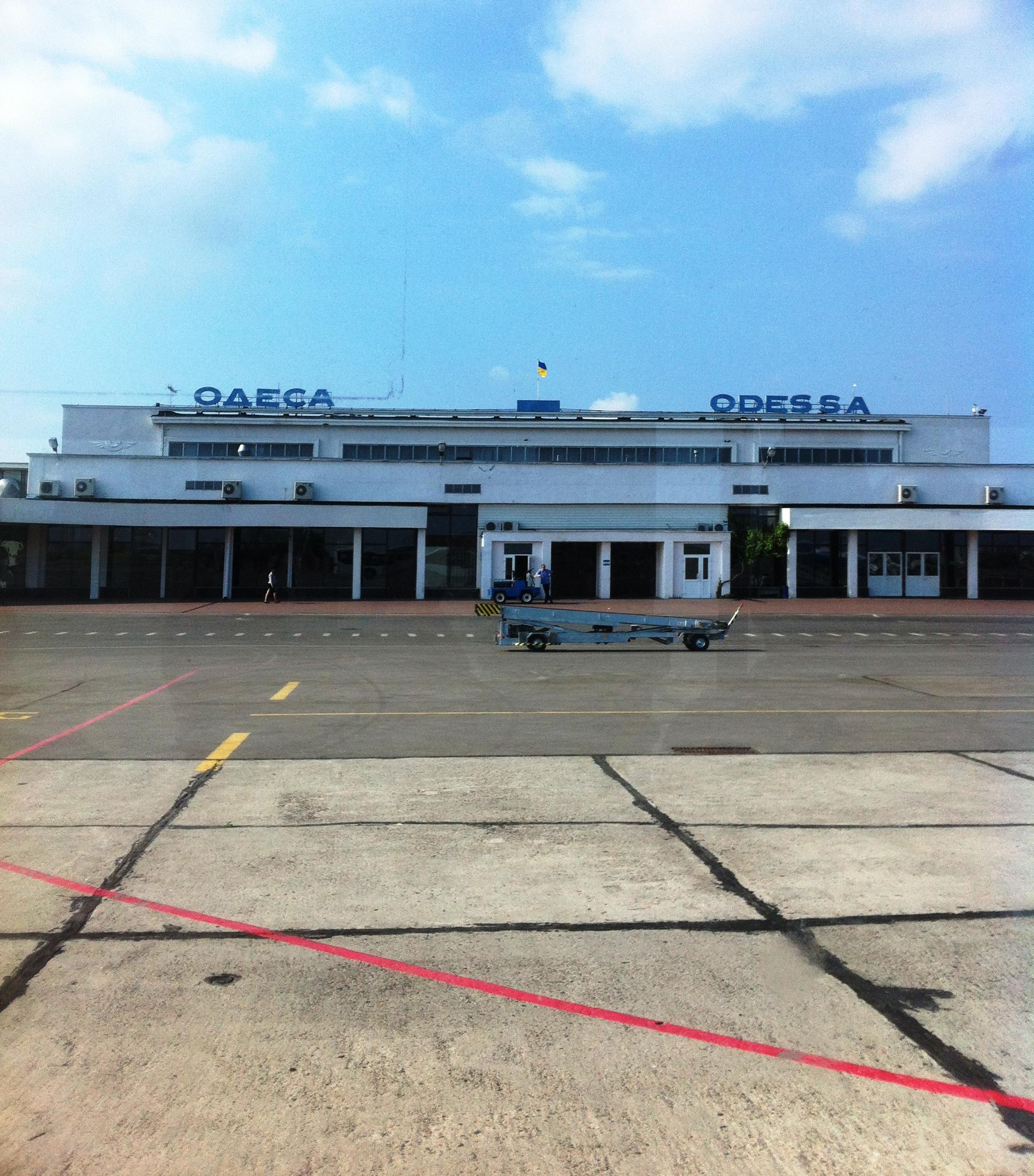

Див. джерело запитів Вікіданих та джерела.
| Рік  | Пасажиропотік «Одеси» | %        | Загальний пасажиропотік по країні | %        | Частка Одеси |
| ---- | --------------------- | -------- | --------------------------------- | -------- | ------------ |
| 2001 | 117000                |          |                                   |          |              |
| 2002 | 132000                | ▲ 12.8 % |                                   |          |              |
| 2003 | 260000                | ▲ 100 %  |                                   |          |              |
| 2004 | 307000                | ▲ 18.1 % |                                   |          |              |
| 2005 | 343000                | ▲ 11.7 % | 6450000                           |          | 5.32 %       |
| 2006 | 465100                | ▲ 35.6 % | 7441000                           | ▲ 15.6 % | 6.25 %       |
| 2007 | 527400                | ▲ 13.4 % | 9300000                           | ▲ 25 %   | 5.67 %       |
| 2008 | 787000                | ▲ 49.2 % | 10800000                          | ▲ 16.1 % | 7.29 %       |
| 2009 | 651000                | ▼ 17.3 % | 8894900                           | ▼ 17.6 % | 7.15 %       |
| 2010 | 707100                | ▲ 8,6 %  | 10242500                          | ▲ 15.2 % | 6.93 %       |
| 2011 | 824300                | ▲ 16.6 % | 12464800                          | ▲ 21.7 % | 6.6 %        |
| 2012 | 907600                | ▲ 10.1 % | 14107000                          | ▲ 13.2 % | 6.43 %       |
| 2013 | 1069100               | ▲ 17.8 % | 15134600                          | ▲ 7.3 %  | 7.06 %       |
| 2014 | 863900                | ▼ 19.2 % | 10896500                          | ▼ 28 %   | 7.92 %       |
| 2015 | 949100                | ▲ 9.8 %  | 10695200                          | ▼ 1.8 %  | 8.87 %       |
| 2016 | 1033500               | ▲ 8.9 %  | 12928800                          | ▲ 20.9 % | 8.0 %        |
| 2017 | 1228102               | ▲ 18.3 % | 16499500                          | ▲ 27.6 % | 7.44 %       |
| 2018 | 1446521               | ▲ 17.7 % | 20545500                          | ▲ 24.5 % | 7.04 %       |
| 2019 | 1694022               | ▲ 17.1 % | 24336600                          | ▲18.5 %  | ▼6.96 %      |

## Конкурс на створення скульптури-символу аеропорту
2019 року аеропорт оголосив конкурс на найкращу ідею скульптури-символу, в ній переміг український художник Степан Рябченко. Його скульптура «Сфера» мала бути встановленою біля нового терміналу аеропорту.